# Kosmos 152
O Kosmos 152 (em russo: Космос 152) também denominado DS-P1-Yu Nº 7, foi um satélite artificial soviético lançado ao espaço com sucesso no dia 25 de março de 1967 através de um foguete Kosmos-2I a partir do Cosmódromo de Plesetsk.

## Características
O Kosmos 152 foi o sétimo membro da série de satélites DS-P1-Yu e o sexto lançado com sucesso após o fracasso do lançamento do segundo membro da série. Sua missão era testar sistemas antissatélites e antimíssil soviéticos.
O Kosmos 152 foi injetado em uma órbita inicial de 512 km de apogeu e 283 km de perigeu, com uma inclinação orbital de 71 graus e um período de 91,9 minutos. Reentrou na atmosfera terrestre em 5 de agosto de 1967.